# Kabul Dreams
Kabul Dreams é a primeira banda de rock and roll e indie rock do Afeganistão. Os membros da banda têm todos viveram fora do Afeganistão durante a era Taliban, mas voltou ao Afeganistão depois da queda do Talibã. Cantor Sulaymon Qardash viveu no Uzbequistão e baixista Siddique Ahmad viveu no Paquistão. Baterista Mujtaba Habibi nasceu no Irã aos pais afegãos. Os membros do grupo vêm de diferentes regiões do Afeganistão e falam línguas diferentes, então eles decidiram cantar suas canções em inglês.

## Integrantes

### Formação atual
- Sulaymon Qardash - vocal, guitarra
- Siddique Ahmad - baixo
- Raby Adib - bateria

### Ex-integrantes
- Mujtaba Habibi - bateria

## Discografia

### Álbums
- Plastic Worlds - 2013
- We Are Kabul Dreams - 2014
- Megalomaniacs - 2017

### EPs
- Sound of Peace & Love - 2009
- Can You Fly? - 2010
- Dont Let Me Down - 2010
- Ay shokh (Live) - 2016
- Brain Drain - 2017
- With love from Kabul Dreams - 2019

### Simples
- Sadae Man - 2010